# Clonazepam
Clonazepam, được bán dưới thương hiệu Klonopin trong số những loại khác, là một loại thuốc được sử dụng để ngăn ngừa và điều trị co giật, rối loạn hoảng sợ, lo lắng và rối loạn vận động được gọi là akathisia. Clonazepam là một loại thuốc an thần thuộc nhóm benzodiazepine. Thuốc được dùng bằng đường miệng. Hiệu ứng bắt đầu trong vòng một giờ và kéo dài từ 6 đến 12 giờ.